# Jean-Delphin Alard
Jean-Delphin Alard (8. března 1815, Bayonne – 22. února 1888, Paříž) byl francouzský houslista a hudební skladatel.

## Životopis
Byl žákem Habenecka a Fétise na pařížské konzervatoři; zde také vystřídal v letech 1843 až 1875 Pierra Baillota na místě profesora hry na housle. Mezi jeho žáky patřili Pablo de Sarasate a Adolf Pollitzer.
Aktivně hrál od roku 1831, nejprve v orchestru Opery. Napoleon III. ho jmenoval sólistou Císařské kapely v roce 1858.
Byl zetěm Jeana Baptista Vuillauma.

## Dílo
- l'École du violon, Paříž, 1844
- les Maîtres classiques du violon

Mimo jiné je autorem dvou koncertů pro housle a orchestr.